# Stefan Wiederkehr

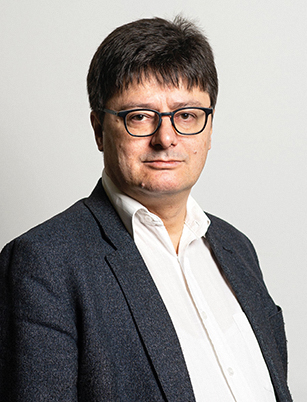
Stefan Wiederkehr (2021)

Stefan Wiederkehr (* 2. September 1969 in Zürich) ist ein Schweizer Historiker und Bibliothekar.

## Leben
Wiederkehr studierte Geschichte, Russische Sprach- und Literaturwissenschaft sowie Philosophie an der Universität Zürich und promovierte dort 2004/05 bei Carsten Goehrke zu einem Thema der russischen Geistesgeschichte. Das Studium der Bibliotheks- und Informationswissenschaft absolvierte er an der Humboldt-Universität zu Berlin. Von 2004 bis 2009 leitete er die Bibliothek des Deutschen Historischen Instituts Warschau. Von dort wechselte er an die Berlin-Brandenburgische Akademie der Wissenschaften, wo er von 2009 bis 2014 gleichzeitig die Leitung der Akademiebibliothek und die Arbeitsstellenleitung des Akademienvorhabens Jahresberichte für deutsche Geschichte innehatte. Von 2014 bis 2020 war er als Sektionsleiter Sammlungen und Archive der Bibliothek der ETH Zürich tätig, seit Juni 2020 ist er Chefbibliothekar Spezialsammlungen der Zentralbibliothek Zürich.
Sein Werk über die eurasische Bewegung wird als wissenschaftliches Standardwerk bezeichnet.

## Schriften (Auswahl)
- Die eurasische Bewegung. Wissenschaft und Politik in der russischen Emigration der Zwischenkriegszeit und im postsowjetischen Russland (= Beiträge zur Geschichte Osteuropas. Bd. 39). Böhlau, Köln u. a. 2007, ISBN 978-3-412-33905-0 (zugl. Dissertation, Universität Zürich, 2004/05).
- mit Rafael Ball (Hrsg.): Vernetztes Wissen. Online. Die Bibliothek als Managementaufgabe. Festschrift für Wolfram Neubauer zum 65. Geburtstag. De Gruyter Saur, Berlin 2015, ISBN 978-3-11-044154-3.